# Draga Ljocic-Milosevic
Draga Ljocic-Milosevic, född 22 februari 1855 i Šabac, Furstendömet Serbien, död 5 november 1926 i Belgrad, Serbien, Serbernas, kroaternas och slovenernas kungarike, var en serbisk läkare och feminist. Hon var grundaren av en rad organisationer i Serbien. Hon arbetade som medicinsk assistent under det serbisk-turkiska kriget 1876–78 och fick andre löjtnants grad. 1879 tog hon examen i Zürich i Schweiz och blev som sådan den första medicine doktorn av sitt kön i Serbien. Hon fick tillstånd att praktisera som läkare 1881.

## Dissertation
- Draga Ljocic: Ein Beitrag zur operativen Therapie der Fibromyome des Uterus, Zürich 1878, OCLC 610734169(Dissertation Universität Zürich 1878, 115 Seiten).